# 麥當勞城
麥當勞城（英語：Macdonaldtown）是澳洲新南威爾斯州雪梨的一個地方，位於雪梨商業中心區西南4（2.5英里）處，毗鄰紐鎮、伊夫利及亞士堅胡市區。麥當勞城是雪梨市地方政府行政區的一部分，亦被非正式歸入內西區。區內有雪梨火車麥當勞城火車亭。
原麥當勞城市區以史提芬·麥當勞（Stephen Macdonald）在亞士堅胡南部擁有的一處土地財產命名。整個麥當勞城市區於1872年納入地方政府行政區，並於1893年更名為亞士堅胡。

## 來源
- The Book of Sydney Suburbs, Compiled by Frances Pollen, Angus & Robertson Publishers, 1990, Published in Australia ISBN 0-207-14495-8

## 外部連結
- Macdonaldtown Geographical Names Board of New South Wales

33°53′49″S 151°11′12″E / 33.896886°S 151.186767°E